# Spilogona taeniata
Spilogona taeniata är en tvåvingeart som först beskrevs av Stein 1916.  Spilogona taeniata ingår i släktet Spilogona och familjen husflugor. Inga underarter finns listade i Catalogue of Life.